# Velký generální štáb

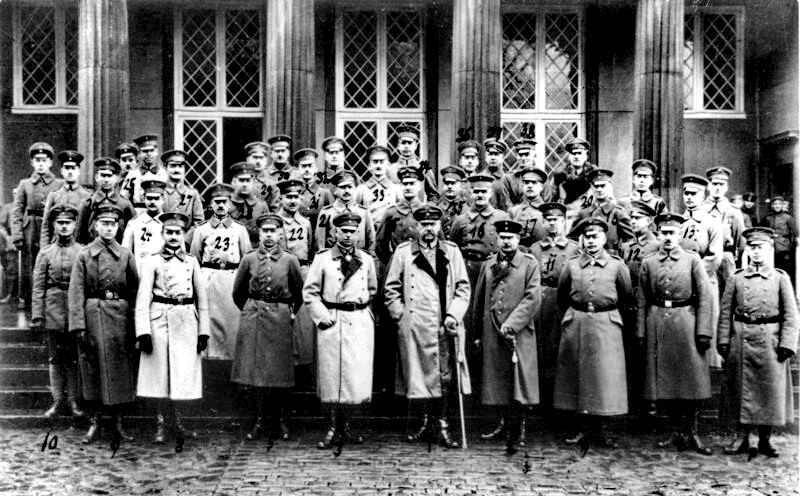
Velký generální štáb v listopadu 1918

Velký generální štáb (německy Der Große Generalstab) byl generální štáb Německého císařství v letech 1871 až 1919. Jeho úkolem bylo plánování a vedení válek Německého císařství. Byl zřízen 1. ledna 1871 ústavou Německého císařství a zanikl v roce 1919 v důsledku Versailleské smlouvy. Sídlil v Berlíně, v době první světové války ve Velkém hlavním stanu, jehož místo pobytu se měnilo.

## Náčelníci štábu
- Generalfeldmarschall Helmuth Graf von Moltke – 29. října 1857 až 10. srpna 1888; Moltke byl posledním náčelníkem pruského generálního štábu a prvním náčelníkem Velkého generálního štábu
- General der Kavallerie Alfred von Waldersee – 10. srpna 1888 až 7. února 1891
- General der Kavallerie Alfred Graf von Schlieffen – 7. února 1891 až 1. ledna 1906
- Generaloberst Helmuth Johannes Ludwig von Moltke – 1. ledna 1906 až 14. září 1914
- General der Infanterie Erich von Falkenhayn – 14. září 1914 až 29. srpna 1916